# La rue du pavé d'amour
La rue du pavé d'amour è un lungometraggio del 1923 diretto da André Hugon.

## Trama
Una giovane sarta, di nome Angèle, è sedotta dal guardiamarina Adrien Fleury. Adrien, richiamato, parte in Oriente abbandonando Angèle che è incinta. Angèle, che economicamente è povera, abbandona il suo bambino malato in Assistenza pubblica. Per convenienza economica e quindi non per amore sposa il maestro del quartiere Alain Le Friec, che rifiuta il figlio avuto con il guardiamarina. Nel frattempo dal matrimonio con Alain nasce un figlio che purtroppo muore quasi immediatamente, Alain decide allora di prendere con loro l'altro figlio avuto con Adrien. Adrien torna in Francia e prende il comando di una nave dove nel suo equipaggio c'è anche Alain. A causa di un alterco tra i due, Adrien si dimette e abbandona tutto per anni; ma prima di morire vuole rivedere suo figlio. Alain lo presenterà a lui.